# 茂市站
茂市站（日语：／ Moichi eki */?）是位於岩手縣宮古市茂市，東日本旅客鐵道（JR東日本）的山田線車站。
在2014年3月31日前，此站可轉乘岩泉線。

## 歷史

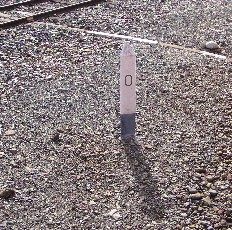
1號月台旁邊的岩泉線0公里里程碑

- 1934年（昭和9年）11月6日：車站啟用[1]。
- 1942年（昭和17年）6月25日：小本線（後來為岩泉線）開通[3]，使此站變為轉乘站[3]。
- 1946年（昭和21年）11月26日：風災與水災的影響下，山田線和小本線不能通行。
- 1949年（昭和24年）3月5日：山田線此站至蟇目站之間與小本線重開。
- 1953年（昭和28年）3月25日：山田線此站至腹帶站之間重開[3]。
- 1987年（昭和62年）4月1日：伴隨國鐵分割民營化，車站由東日本旅客鐵道（JR東日本）營運[3]。
- 2010年（平成22年）
  - 7月31日：受到天災影響下，岩泉線不能通行。
  - 8月2日：開始安排代行巴士服務。
- 2014年（平成26年）4月1日：岩泉線廢止[2][4]。
- 2018年（平成30年）
  - 3月25日：盛岡至宮古之間的閉塞方式由連査閉塞式變為特殊自動閉塞式。同時1號月台停止使用。月台配置由2面3線變為1面2線。
  - 4月22日：盛岡至宮古之間CTC化。此站整日成為無人車站[5][6][7]。此站由宮古站長管理。
- 2019年（平成31年）3月23日：隨著宮古站由三陸鐵道管理，此站由盛岡站長管理。
- 2021年（令和3年）2月下旬：新車站大樓開始使用[8]。

## 車站構造
車站是一座地面車站，設有1面2線的島式月台，可進行列車交會。原本此站另外設有1面1線的單式月台（1號月台），該月台原本為岩泉線月台（在岩泉線廢止後，月台用作到發列車之用）。後來由於閉塞方式改為特殊自動閉塞化，停止使用1號月台。現時於此站到發的列車會使用3號月台。跨線橋已經封閉。1號月台遺址建設了新車站大樓與站內平交道。
在CTC化前。此站是直營車站（設有站長）。當時設有櫃臺，而運輸事務室位於2、3號月台上。當時車站也管理山田線的腹帶站和蟇目站。現時此站是無人車站，由盛岡站管理。
岩泉線列車會在此站取得電氣路籤，然後從1號月台出發。宮古方向的岩泉線直通列車會在1號月台出發。而盛岡方向的岩泉線直通列車（秘境站號等臨時列車）方面，由於沒有連接盛岡與岩泉方向的渡線，因此當列車停靠此站後，離開此站時先繼續前往宮古一方，然後折返返回盛岡方向。因此，實際上臨時列車停靠此站的時間會比較長。

### 月台
| 月台 | 路線    | 上下行 | 方向     |
| ---- | ------- | ------ | -------- |
| 2    | ■山田線 | 下行   | 宮古方向 |
| 3    | ■山田線 | 上行   | 盛岡方向 |

3號月台的宮古方向設有出發信號機，因此可作折返之用

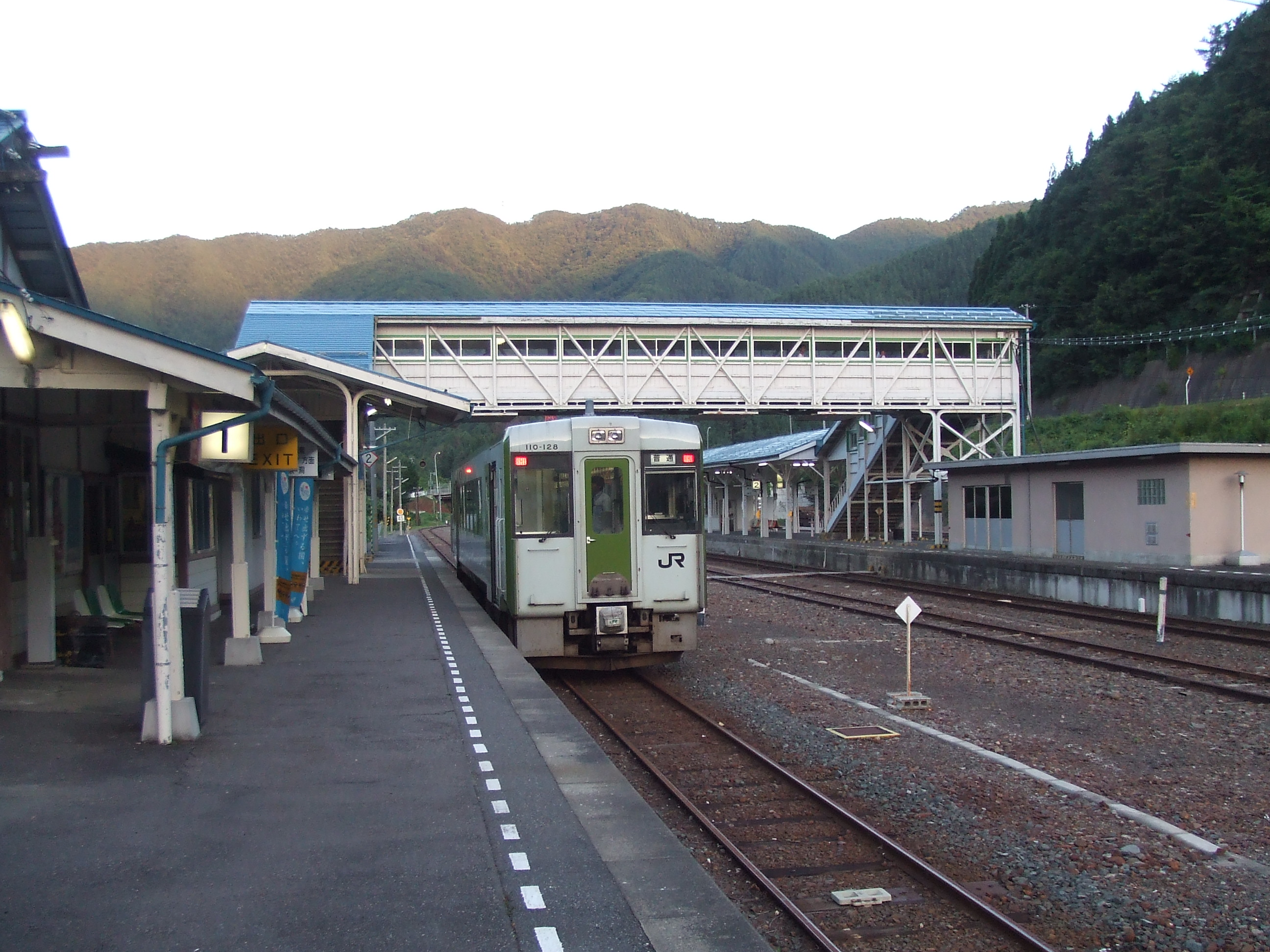
月台（2008年8月）
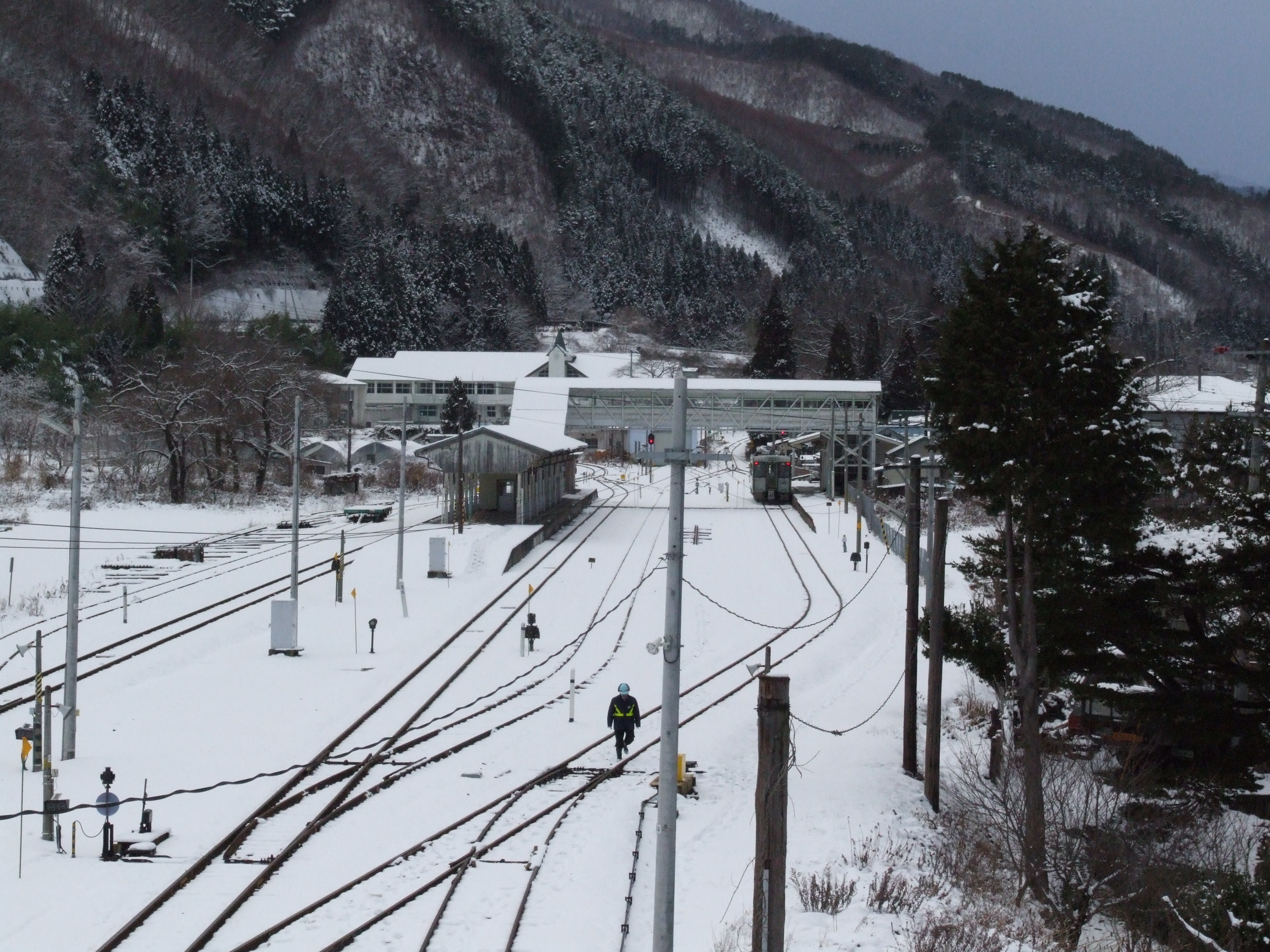
站內

## 使用狀況
根據「JR東日本」資料，以下為2000年度（平成12年度）- 2017年度（平成29年度）的1日平均乘車人次列表。
| 乘車人次變化       | 乘車人次變化     | 乘車人次變化 |
| 年度               | 1日平均 乘車人次 | 參考資料     |
| ------------------ | ---------------- | ------------ |
| 2000年（平成12年） | 53               | [ 統計 1 ]   |
| 2001年（平成13年） | 47               | [ 統計 2 ]   |
| 2002年（平成14年） | 43               | [ 統計 3 ]   |
| 2003年（平成15年） | 38               | [ 統計 4 ]   |
| 2004年（平成16年） | 33               | [ 統計 5 ]   |
| 2005年（平成17年） | 27               | [ 統計 6 ]   |
| 2006年（平成18年） | 27               | [ 統計 7 ]   |
| 2007年（平成19年） | 33               | [ 統計 8 ]   |
| 2008年（平成20年） | 32               | [ 統計 9 ]   |
| 2009年（平成21年） | 32               | [ 統計 10 ]  |
| 2010年（平成22年） | 25               | [ 統計 11 ]  |
| 2011年（平成23年） | 28               | [ 統計 12 ]  |
| 2012年（平成24年） | 32               | [ 統計 13 ]  |
| 2013年（平成25年） | 35               | [ 統計 14 ]  |
| 2014年（平成26年） | 55               | [ 統計 15 ]  |
| 2015年（平成27年） | 53               | [ 統計 16 ]  |
| 2016年（平成28年） | 49               | [ 統計 17 ]  |
| 2017年（平成29年） | 38               | [ 統計 18 ]  |

## 車站周邊
- 岩手縣道115號茂市停車場線（日语：岩手県道115号茂市停車場線）
- 國道106號（日语：国道106号）
- 國道340號（日语：国道340号）（茂市繞道（日语：茂市バイパス））
- 新里郵局
- 故鄉物產中心
- 岩手縣北巴士（日语：岩手県北自動車）「茂市」巴士站
- 東日本交通（日语：東日本交通 (岩手県)）「茂市站前」巴士站（岩泉線廢止替代巴士）
- 新里地域巴士（日语：新里地域バス）「茂市站」巴士站

## 相鄰車站
東日本旅客鐵道（JR東日本）
■山田線
□快速「谷灣」
陸中川井－茂市－千德
■普通
腹帶－茂市－蟇目

### 曾經存在的路線
東日本旅客鐵道（JR東日本）
■岩泉線
茂市－岩手刈屋

## 注腳

### 統計資料
1. ↑  . 東日本旅客鐵道.   [2018-03-07]. （原始内容存档于2018-02-13） （日语）.
2. ↑  . 東日本旅客鐵道.   [2018-03-07]. （原始内容存档于2019-04-02） （日语）.
3. ↑  . 東日本旅客鐵道.   [2018-03-07]. （原始内容存档于2019-04-02） （日语）.
4. ↑  . 東日本旅客鐵道.   [2018-03-07]. （原始内容存档于2019-04-02） （日语）.
5. ↑  . 東日本旅客鐵道.   [2018-03-07]. （原始内容存档于2019-04-02） （日语）.
6. ↑  . 東日本旅客鐵道.   [2018-03-07]. （原始内容存档于2017-08-08） （日语）.
7. ↑  . 東日本旅客鐵道.   [2018-03-07]. （原始内容存档于2019-03-27） （日语）.
8. ↑  . 東日本旅客鐵道.   [2018-03-07]. （原始内容存档于2017-08-08） （日语）.
9. ↑  . 東日本旅客鐵道.   [2018-03-07]. （原始内容存档于2019-04-02） （日语）.
10. ↑  . 東日本旅客鐵道.   [2018-03-07]. （原始内容存档于2019-04-02） （日语）.
11. ↑  . 東日本旅客鐵道.   [2018-03-07]. （原始内容存档于2016-03-27） （日语）.
12. ↑  . 東日本旅客鐵道.   [2018-03-07]. （原始内容存档于2019-03-26） （日语）.
13. ↑  . 東日本旅客鐵道.   [2018-03-07]. （原始内容存档于2019-04-02） （日语）.
14. ↑  . 東日本旅客鐵道.   [2018-03-07]. （原始内容存档于2016-03-04） （日语）.
15. ↑  . 東日本旅客鐵道.   [2018-03-07]. （原始内容存档于2019-03-26） （日语）.
16. ↑  . 東日本旅客鐵道.   [2018-03-07]. （原始内容存档于2017-08-12） （日语）.
17. ↑  . 東日本旅客鐵道.   [2018-03-07]. （原始内容存档于2017-10-01） （日语）.
18. ↑  . 東日本旅客鐵道.   [2018-07-07]. （原始内容存档于2019-03-25） （日语）.

## 外部連結
- 車站資訊（茂市）：東日本旅客鐵道（日語）